# 珍珠蓍
珍珠蓍（学名：Achillea ptarmica）是菊科蓍属的一个種，原生於歐洲。過去曾被歸類为长舌蓍属（Ptarmica）。